# Чемпионат Бельгии по футболу 2016/2017
Чемпионат Бельгии по футболу 2016/2017 — 114-й чемпионат Бельгии, который проходил с июля 2016 года по май 2017 года. Чемпионом в 34 раз стал клуб «Андерлехт».

## Изменение структуры чемпионата
С сезона 2016/17 клубные футбольные соревнования в Бельгии четко разделены на состязания профессиональных и любительских клубов. 24 профессиональных клуба образуют «Про-лигу», которая разделена на два дивизиона: 1А («Лига Жюпилер», по названию марки пива от компании-спонсора) и 1В («Лига Проксимус», по названию спонсора — телекоммуникационной компании). Особенностью чемпионата является то, что команды из второго дивизиона (1В) имеют теоретический шанс побороться за выход в Лигу Европы.
В дивизионе 1А выступают 16 команд, которые проводят между собой двухкруговой турнир (30 туров). После этого шесть лучших команд образуют группу «Плей-офф 1», в которой проводится новый двухкруговой турнир (10 туров). Очки, набранные на первом этапе, перед началом Плей-офф 1 делятся на два с округлением в большую сторону. Победитель Плей-офф 1 становится чемпионом Бельгии.
В дивизионе 1В выступают 8 команд, которые проводят между собой два двухкруговых турнира (14+14 туров). Победители каждого из них играют между собой двухматчевый финал (по принципу «дома и в гостях»), победитель которого выходит в дивизион 1А на следующий сезон. Если обе половины чемпионата выиграла одна и та же команда, она выходит в дивизион 1А без дополнительных матчей.
Параллельно с Плей-офф 1 проводится также «Плей-офф 2», в котором участвуют 12 команд: занявшие в дивизионе 1А места с 7-го по 15-е, а также три лучшие команды дивизиона 1В (кроме победителя дивизиона) по сумме очков в обеих половинах чемпионата. Эти 12 команд делятся на две группы, в каждой из которых проводится двухкруговой турнир (10 туров). Победители групп играют между собой стыковой матч на поле той команды, которая заняла более высокое место на первом этапе чемпионата. Победитель этого матча играет в гостях с командой, которая займет 4-е место по итогам Плей-офф 1, за право выступить в Лиге Европы.
Четыре худших команды дивизиона 1В (по сумме очков в обеих половинах чемпионата) образуют группу «Плей-офф 3», в которой проводится двухкруговой турнир (6 туров). Очки, набранные на первом этапе, перед началом Плей-офф 3 делятся на два с округлением в большую сторону. Команда, занявшая последнее место, выбывает в первый любительский дивизион.

## Еврокубковая квота
Если в регламент европейских кубков не будет внесено изменений по сравнению с сезоном 2016/17, то бельгийские клубы получат 5 мест в Лиге чемпионов и Лиге Европы:
- Лига чемпионов — 2 места:
  - чемпион — групповой турнир
  - второе место Плей-офф 1 — третий (предпоследний) отборочный раунд.
- Лига Европы — 3 места:
  - победитель Кубка Бельгии — групповой турнир
  - третье место Плей-офф 1 — третий (предпоследний) отборочный раунд
  - победитель матча между командой, занявшей 4-е место в Плей-офф 1, и победителем Плей-офф 2 — также третий (предпоследний) отборочный раунд.

Если победитель Кубка Бельгии получит право выступать в Лиге чемпионов, заняв первое или второе место в Плей-офф 1, то:
- команда, занявшая 3-е место в Плей-офф 1, получит место в групповом турнире Лиги Европы
- команда, занявшая 5-е место в Плей-офф 1, получит место в третьем отборочном раунде Лиги Европы.

Если победитель Кубка Бельгии займет в Плей-офф 1 3-е или 4-е место, то стыковой матч с победителем Плей-офф 2 за выход в третий отборочный раунд Лиги Европы сыграет команда, занявшая в Плей-офф 1 5-е место.

## Клубы-участники

### Изменения по сравнению с предыдущим сезоном
| Поз. | Из дивизиона 1А в 1В |
| ---- | -------------------- |
| 16   | Ауд-Хеверле Лёвен    |

| Поз. | Из второго дивизиона в 1А |
| ---- | ------------------------- |
| 2    | Эйпен                     |

| Поз. | Из второго дивизиона в первый любительский дивизион |
| ---- | --------------------------------------------------- |
| 1    | Уайт Стар (Брюссель)                                |
| 10   | Дессел Спорт (Дессел)                               |
| 11   | Серен Юнайтед (Серен)                               |
| 12   | Эксельсиор (Виртон)                                 |
| 13   | Вербрудеринг (Гел)                                  |
| 14   | КМСК Дейнзе                                         |
| 15   | Патро Эйсден (Маасмехелен)                          |
| 16   | КСК Хейст (Хейст-оп-ден-Берг)                       |
| 17   | КВВ Коксейде                                        |

### Дивизион 1А
| Название        | Город        | Стадион                 | Вместимость | Тренер |
| --------------- | ------------ | ----------------------- | ----------- | ------ |
| Андерлехт       | Брюссель     | Констант Ванден Сток    | 26 361      |        |
| Брюгге          | Брюгге       | Ян Брейдел              | 29 042      |        |
| Васланд-Беверен | Беверен      | Фритхиель               | 13 290      |        |
| Вестерло        | Вестерло     | Эт Кёйпье               | 7 982       |        |
| Генк            | Генк         | Кристал Арена           | 24 604      |        |
| Гент            | Гент         | Жюль Оттен              | 12 919      |        |
| Зюлте-Варегем   | Варегем      | Регенбог                | 8 500       |        |
| Кортрейк        | Кортрейк     | Гюлден спорен           | 9 399       |        |
| Локерен         | Локерен      | Дакнам                  | 9 560       |        |
| Мехелен         | Мехелен      | Веолиастадион           | 14 145      |        |
| Мускрон         | Мускрон      | Лё Канонье              | 11 300      |        |
| Остенде         | Остенде      | Альбертпарк             | 8 000       |        |
| Сент-Трёйден    | Синт-Трёйден | Стайен                  | 14 600      |        |
| Стандард        | Льеж         | Морис Дюфран            | 30 023      |        |
| Шарлеруа        | Шарлеруа     | Стад дю Пэи де Шарлеруа | 24 891      |        |
| Эйпен           | Эйпен        | Кервегстадион           | 8 363       |        |

### Дивизион 1В
| Название          | Город               | Стадион                             | Вместимость  | Тренер |
| ----------------- | ------------------- | ----------------------------------- | ------------ | ------ |
| Антверпен         | Антверпен           | Босёйлстадион                       | 12 975       |        |
| Ауд-Хеверле Лёвен | Лёвен               | Ден Дреф                            | 10 000       |        |
| Ломмел Юнайтед    | Ломмел              | Суверен                             | 12 911       |        |
| Льерс             | Лир                 | Херман Вандерпортен                 | 14 538       |        |
| Руселаре          | Руселаре            | Схирвелде                           | 9 075        |        |
| Серкль Брюгге     | Брюгге              | Ян Брейдел                          | 29 945       |        |
| Тюбиз             | Тюбиз               | Эдмон Лебюртон                      | 8 000        |        |
| Юнион             | Сен-Жиль (Брюссель) | Жозеф Марьен Стадион короля Бодуэна | 8 000 67 000 |        |

## Турнирная таблица
| М  | Команда           | И  | В  | Н  | П  | Мячи    | ±   | О  | Примечания                      |
| -- | ----------------- | -- | -- | -- | -- | ------- | --- | -- | ------------------------------- |
| 1  | Андерлехт         | 30 | 18 | 7  | 5  | 67 − 30 | +37 | 61 | Плей-офф за чемпионство         |
| 2  | Брюгге            | 30 | 18 | 5  | 7  | 56 − 24 | +32 | 59 | Плей-офф за чемпионство         |
| 3  | Зюлте-Варегем     | 30 | 15 | 9  | 6  | 49 − 38 | +11 | 54 | Плей-офф за чемпионство         |
| 4  | Гент              | 30 | 14 | 8  | 8  | 45 − 29 | +16 | 50 | Плей-офф за чемпионство         |
| 5  | Остенде           | 30 | 14 | 8  | 8  | 52 − 37 | +15 | 50 | Плей-офф за чемпионство         |
| 6  | Шарлеруа          | 30 | 13 | 10 | 7  | 34 − 29 | +5  | 49 | Плей-офф за чемпионство         |
| 7  | Мехелен           | 30 | 14 | 6  | 10 | 41 − 36 | +5  | 48 | Плей-офф за место в Лиге Европы |
| 8  | Генк              | 30 | 14 | 6  | 10 | 40 − 35 | +5  | 48 | Плей-офф за место в Лиге Европы |
| 9  | Стандард          | 30 | 10 | 12 | 8  | 47 − 38 | +9  | 42 | Плей-офф за место в Лиге Европы |
| 10 | Локерен           | 30 | 7  | 10 | 13 | 24 − 34 | −10 | 31 | Плей-офф за место в Лиге Европы |
| 11 | Кортрейк          | 30 | 8  | 7  | 15 | 38 − 55 | −17 | 31 | Плей-офф за место в Лиге Европы |
| 12 | Сент-Трюйден      | 30 | 8  | 6  | 16 | 35 − 48 | −13 | 30 | Плей-офф за место в Лиге Европы |
| 13 | Васланд-Беверен   | 30 | 7  | 9  | 14 | 28 − 43 | −15 | 30 | Плей-офф за место в Лиге Европы |
| 14 | Эйпен             | 30 | 8  | 6  | 16 | 40 − 64 | −24 | 30 | Плей-офф за место в Лиге Европы |
| 15 | Мускрон-Перювельз | 30 | 7  | 3  | 20 | 29 − 53 | −24 | 24 |                                 |
| 16 | Вестерло          | 30 | 5  | 8  | 17 | 33 − 65 | −32 | 23 | Вылет                           |

И — игры, В — выигрыши, Н — ничьи, П — проигрыши, Мячи — забитые и пропущенные голы, ± — разница голов, О — очки